# Jeff MacKay
Pour les articles homonymes, voir MacKay.
Jeffery Neill MacKay, né le 20 octobre 1948 à Dallas au Texas (États-Unis), mort le 22 août 2008 à Tulsa, Oklahoma d’un cancer du foie, était un acteur américain.
C'est son cousin Robert Redford qui l'a encouragé à devenir acteur et qui l'a aidé à obtenir sa carte professionnelle, la Screen Actors Guild Card, en jouant un petit rôle dans Les Hommes du président en 1976. Auparavant, Jeff avait joué dans deux films qui ne sont sortis que dans un cercle fermé et faisant partie de ce que l'on appelle le cinéma underground. De fait, son premier rôle vraiment officiel est celui joué dans le film de Pakula.
Il est surtout connu du grand public pour ses rôles récurrents dans les séries télévisées Les Têtes brûlées (dans le rôle du lieutenant Donald French), Magnum (dans les rôles du lieutenant “Mac” MacReynolds puis de son sosie Jim Bonig) et Jake Cutter. Son dernier rôle était celui de Larry Carter dans le téléfilm December diffusé deux ans après sa disparition.

## Filmographie

### Années 1970
- 1976 : Les Hommes du président (All the President's Men), d'Alan J. Pakula : reporter (non crédité)
- 1976 : Dr. Shrinker (série télévisée) : Gordie
- 1976-1978 : Les Têtes brûlées (Baa Baa Black Sheep) (série télévisée) : Lieutenant Donald French
- 1978-1979 : Galactica (Battlestar Galactica) (série télévisée) : Caporal Komma
- 1979 : Le Retour des Mystères de l'Ouest (The Wild Wild West Revisited), de Burt Kennedy : Hugo Kaufman
- 1979 : The Duke (série télévisée) : rôle sans nom

### Années 1980
- 1980-1988 : Magnum (Magnum PI) (série télévisée) : Lieutenant McReynolds / Jim Bonnick / Ski
- 1981 : Midnight Offerings, de Rod Holcomb : Herb Nemenz
- 1981 : Ralph Super-héros (The Greatest American Hero) (série télévisée) : Officier Cowan / Docteur Weinstein
- 1982-1983 : Jake Cutter (Tales of the Gold Monkey) (série télévisée) : Corky
- 1983 : The Rousters (série télévisée) : Gandy
- 1984 : Supercopter (Airwolf) série télévisée : Sergent Willie Nash / Buddy
- 1984 : Songwriter, d'Alan Rudolph : Hogan
- 1985 : Flics à Hollywood (Hollywood Beat) (série télévisée) : rôle sans nom
- 1985 : Le Juge et le Pilote (Hardcastle and McCormick) (série télévisée) : Nick Farrell
- 1985-1986 : Transformers (Transformers: Generation 1) (série télévisée) : Voix de Fireflight
- 1986 : Outlaws (série télévisée) : Danny Redmond
- 1989 : Jesse Hawkes (série télévisée) : rôle sans nom

### Années 1990
- 1991 : Frame Up, de Paul Leder : Bob Sprague
- 1993 : Berlin Antigang (Berlin Break) (série télévisée) : Mitch
- 1994 : Frame Up 2:The Cover Up, de Paul Leder : Adjoint Bob Sprague
- 1997 : Kung Fu, la légende continue (Kung Fu: The Legend Continues) (série télévisée) : Doc Kline
- 1997 : Trials of Life, de Joseph M. Wilcots : Le vagabond
- 1998-1999 : JAG (JAG) (série télévisée) : Big Bud Roberts / Jerry Colonna

### Années 2000
- 2000 : Diagnostic : Meurtre (Diagnosis Murder) (série télévisée) : Paul Pishny
- 2001-2005 : JAG (JAG) (série télévisée) : Big Bud Roberts

### Années 2010
- 2010 : December, de Gary Dresden : Larry Carter